# Фигацано (Бриндизи)
Фигацано (итал. Figazzano) је насеље у Италији у округу Бриндизи, региону Апулија.
Према процени из 2011. у насељу је живело 74 становника. Насеље се налази на надморској висини од 349 м.